# 夷隅鐵道
夷隅鐵道股份有限公司（日语：／ Isumi Tetsudō */?），簡稱夷隅鐵道，是繼承日本國有鐵道（國鐵）特定地方交通線木原線的營運，由沿線地方自治体及企業出資的第三部門事業，本社設於千葉縣夷隅郡大多喜町。

## 概要

### 沿革
- 1986年11月，日本國鐵木原線獲保留，轉以第三部門鐵道事業形式存續。
- 1987年4月，《國鐵改革法》實施，木原線改由JR東日本運營。
- 1987年7月7日，夷隅鐵道登記成立。
- 1988年3月23日，JR木原線廢止。
- 1988年3月24日，夷隅鐵道夷隅線開始運營。
- 2007年10月29日，「夷隅鐵道再生会議最終報告」評估廢線可能性，以2008－2009年2個財政年度營收作最終決定。
- 2010年8月6日，夷隅鐵道2009財政年度營收出現盈餘，路線保留確定。
- 2014年8月28日，夷隅鐵道與台灣鐵路管理局集集線締結為姊妹鐵道，並且在10月後開始車票的互相優惠[3]。
- 2019年9月9日 - 因為15號颱風風災，暫停營運[4]。9月14日全線復駛[5]。

### 經營狀況
夷隅鐵道在國鐵木原線第三部門化以來，長年巨額經營虧損，2006年度出現約1億2,700萬日圓赤字。因此，以千葉縣為首的地方自治体促成「夷隅鐵道再生会議」，決定「自2008年度開始的2個年度期間做營收狀況的檢討以評估該鐡道是否存續，若在2009年度的決算報告結果營收仍未改善，則檢討廢止該鐡道的營運。」。
為此於2007年12月起公開招募社長，2008年2月初步選定時任千葉縣平和交通社長吉田平，同年3月26日在臨時股東大會及董事會上正式通過，並自4月起上任。同時前社長田嶋隆威（大多喜町長）就任會長。
2009年2月，吉田為參選千葉縣知事選舉而宣布辭職社長。同年5月4日再公開招聘社長，6月1日從123名候選人中初步選定前英國航空旅客運航部長鳥塚亮，並於同月28日召開的股東大會及董事會上通過就任代表取締役社長。
2008年，原創商品「夷鐵煎餅（い鉄揚げ）」開始販賣。賞螢列車也於同年開始營運。
2009年起，「房總蒸汽饅頭（房総のけむり饅頭）」開始販賣，同時「夷鐵煎餅」追加「咖哩味」和「花林糖味」。同年10月開始嚕嚕米列車投入服務。此外，同年10月以後，大原、国吉、大多喜各站站內的直營店開店。
2010年3月4日，公佈以自行負擔訓練費用700萬日圓取得列車駕駛執照為條件的乘務員招募計劃。基於該計劃採用了4名40-50歲男性車掌。之後4人通過国土交通省「列車駕駛資格考試（動力車操縦資格試験）」獲得柴聯車駕駛資格，並自2012年夏季開始執行列車駕駛員工作。
在各種經營措施的努力下，同年8月6日決定鐡道續存。
此後，2011年3月期結算包括商品銷售比去年同期增長58.1％，跡象表明企業經營狀況改善。陸續更換老化的いすみ200型，引進新車（いすみ300型、350型）。鳥塚總裁任期屆滿並於2018年6月12日在股東大會宣布退休。
千葉縣副知事高橋渡從 6 月 13 日起暫任社長，之後公開招募新任社長。選出香川縣日新計程車公司的古竹孝一社長，並於2018 年 11 月 7 日召開股東大會就任。
夷隅鐵道在2022年員工平均年齡已達50歲，決定聘用一位新進員工。

## 路線
| 中文線名 | 日文線名 | 起點 | 終點     | 距離（公里） |
| -------- | -------- | ---- | -------- | ------------ |
| 夷隅線   |          | 大原 | 上總中野 | 26.8         |

## 車輛
夷隅鐵道200'型（いすみ200'形）已經老舊，在夷隅線獲得保留後，夷隅鐵道自2012年起，3年間陸續導入新型車輛。
- いすみ200'型 (201 - 207) ：1輛在籍
富士重工業專為第三部門鐵道設計製造的LE-CarII系列車輛，屬於後乘前降的單人操作車輛。當初導入時座席型式為縱向座位，編號為「いすみ100型」，其後座位改裝為橫向後改編為「いすみ200型」，地板翻新作業後再度改編為「いすみ200'型」。因車體日漸老化，編號201、202、203、204、205、207六輛在新車導入後除役，目前編號206一輛車仍在服務。
- いすみ300型 (301 - 302)：2輛在籍
2012年3月28日起開始運行。2011年11月3日鳥塚社長在官方博客上透露新車的存在，並公布2012年1月3日導入。同年2月22日編號301、302號車自大多喜駅車輛基地遷入。
新潟運輸系統製造的NDC系列車輛，車体基本構造係以真岡鐡道的モオカ14型（後期型）及松浦鐡道的MR-600型（同為日本車輛製）為基礎製造。座席配置則與いすみ200型不同，為對向座位編排式。車輛風格則參考國鐵列車之可開關側窗、藍色絨毛座席、木紋內飾、布幕式目的地顯示器的特徵建造。車内洗手間旁以及置物架配有嚕嚕米毛絨玩偶。
- いすみ350型 (351 - 352) ：2輛在籍
與いすみ300型一同由鳥塚社長在其博客上宣布導入。2013年2月1日開始營業運転[23]。
底盤與いすみ300型同為NDC系列結構，車体為國鐵キハ20系柴聯車復刻版。車内格局則參照いすみ200型設計。
編號352號車原定於2013年12月導入，因各種事由延至2014年1月23日遷入，同年2月17日起開始運行。
- キハ20型 (1303) ：1輛在籍
底盤與いすみ300型同為NDC系列結構，車体和顏色為國鐵キハ20系柴聯車復刻版。車内格局則參照いすみ300型設計。
- KiHa 52型（日语：国鉄キハ20系気動車#譲渡車・同形車） (125)
原屬於西日本旅客鐵道（JR西日本）富山地域鐡道部富山運轉中心車輛管理室，使用於大糸線非電氣化区間的車輛，2010年除役後。夷隅鐵道為置換いすみ200型及觀光用目的自JR西日本承讓。到達夷鐵後同年12月12日在大多喜站站内舉行歡迎攝影會後，將塗装改漆為國鐵柴聯車標準色（乳白4號+朱紅4號），翌年（2011年）1月9日舉行換裝發表攝影會。在進行全面檢查後，同年3月27日舉行揭幕攝影會，4月8日公開慈善試運行，同月29日起以「觀光急行列車」名義開始營業運轉[24]。該公司社長並打算將此車輛與小湊鐡道互相直通運轉營運。另自2014年3月起，車体塗装從國鐵氣動車標準色改為首都圏色（朱紅5號）繼續運行[25][26]。2025年4月，夷隅鐵道宣布因為KiHa 52型125號柴聯車的車廂老化且更換用的零件面臨採購問題，因此決定不再進行該列車每8年一次的檢查，並於4月27日、5月10及11日舉行125號列車退役的紀念活動[27][28][29][30][31]。而該列車也是國鐵KiHa 52型柴聯車（日语：国鉄キハ20系気動車#譲渡車・同形車）最後一輛現役的柴聯車[28][29][30][31]。
- KiHa28型 (2346)
原屬於JR西日本富山地域鐡道部富山運轉中心車輛管理室，至2011年3月11日為止キハ58系最後定期運用的4輛使用保留車輛。2012年8月27日由鳥塚社長在博客上宣布從JR西日本導入[32]，塗裝變更為國鐵急行色後於2013年3月9日起先行導入，與キハ52 125開始併結營業運轉。
該車輛新製後於1964年4月15日配置於米子機關区（現後藤綜合車輛所），同年5月24日轉屬至新潟機關区（現新潟車輛中心），同年7月14日再轉屬至千葉氣動車區以供房總地区輸送海水浴場遊客之用，同年9月17日再回到米子機關区。實際上該車直到1985年為止以運用在山陰地区為主，並支援其他地區的列車服務，此後到2011年為止則繼續運用在北陸地区。
- KiHa30型 (62)
原屬於JR東日本幕張車輛中心木更津派出，2012年12月終止久留里線運用的キハ30型。鳥塚社長在博客公布於2013年度導入，2013年1月16日深夜從木更津移送至国吉站暫留[33]。導入的キハ30 62在出廠初期服役於勝浦時曾駛入木原線。但該列車引擎與キハ52型、キハ28型不同，因此由原裝的DMH17系置換為康明斯DMF14HZ引擎。

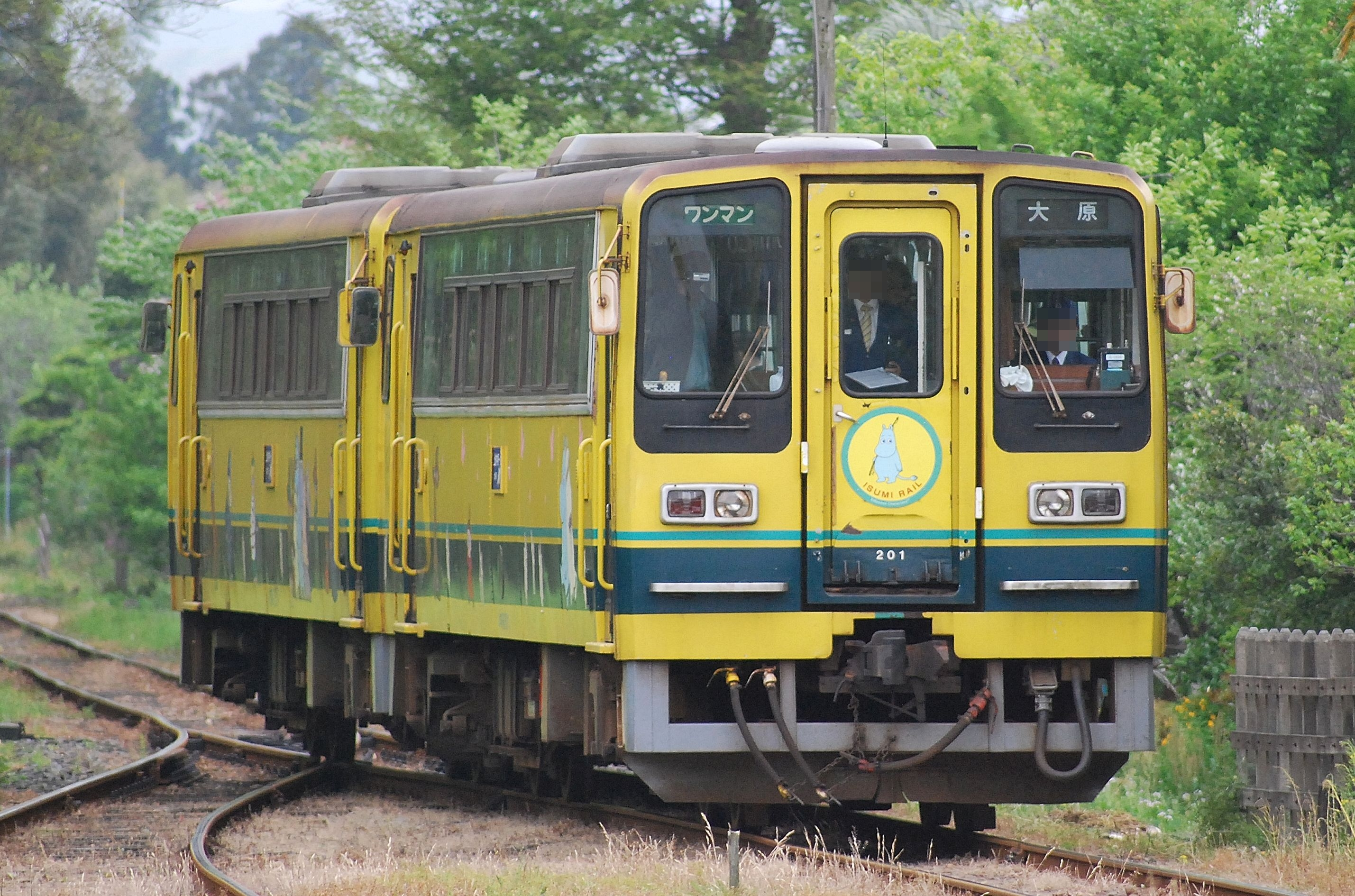
いすみ200'型
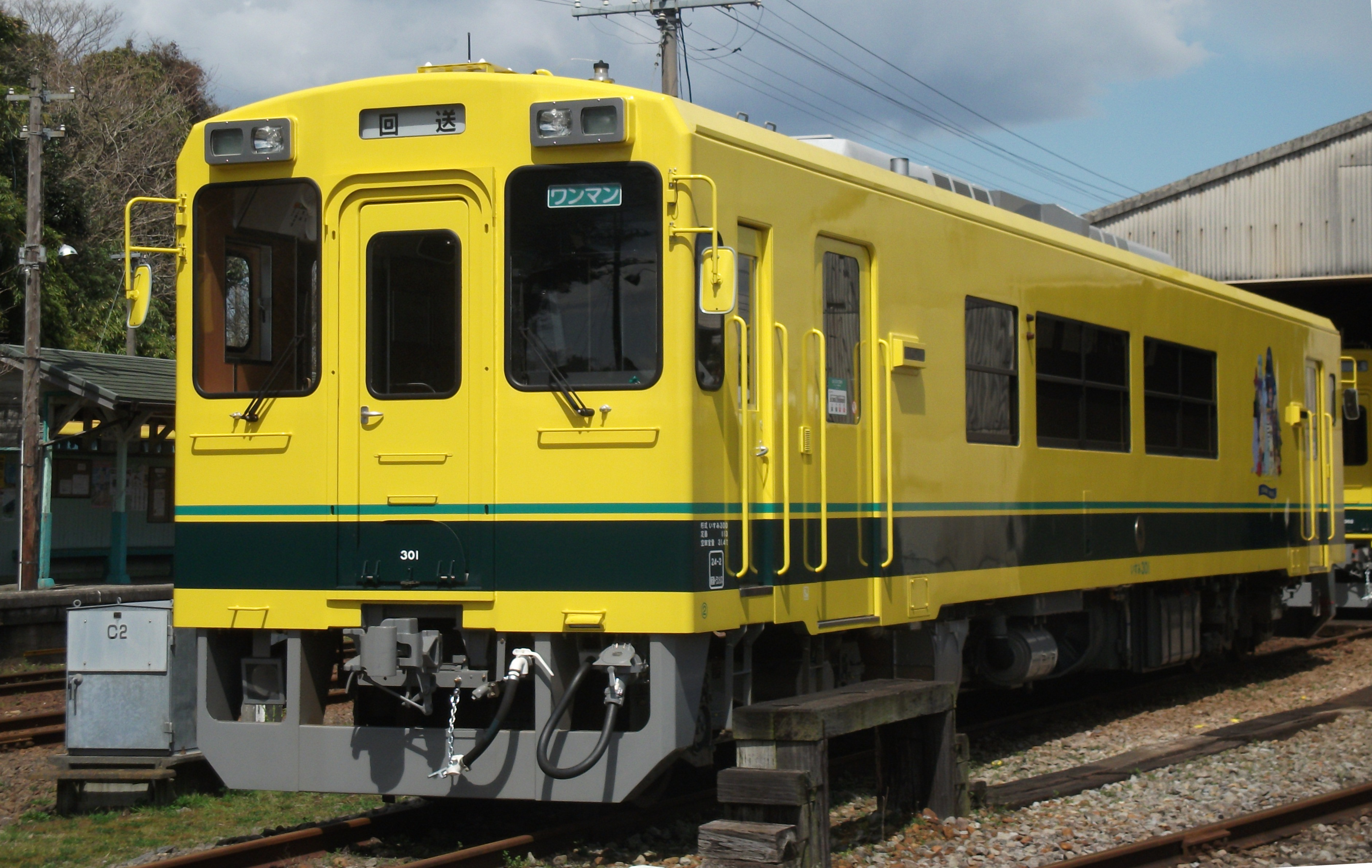
いすみ300形
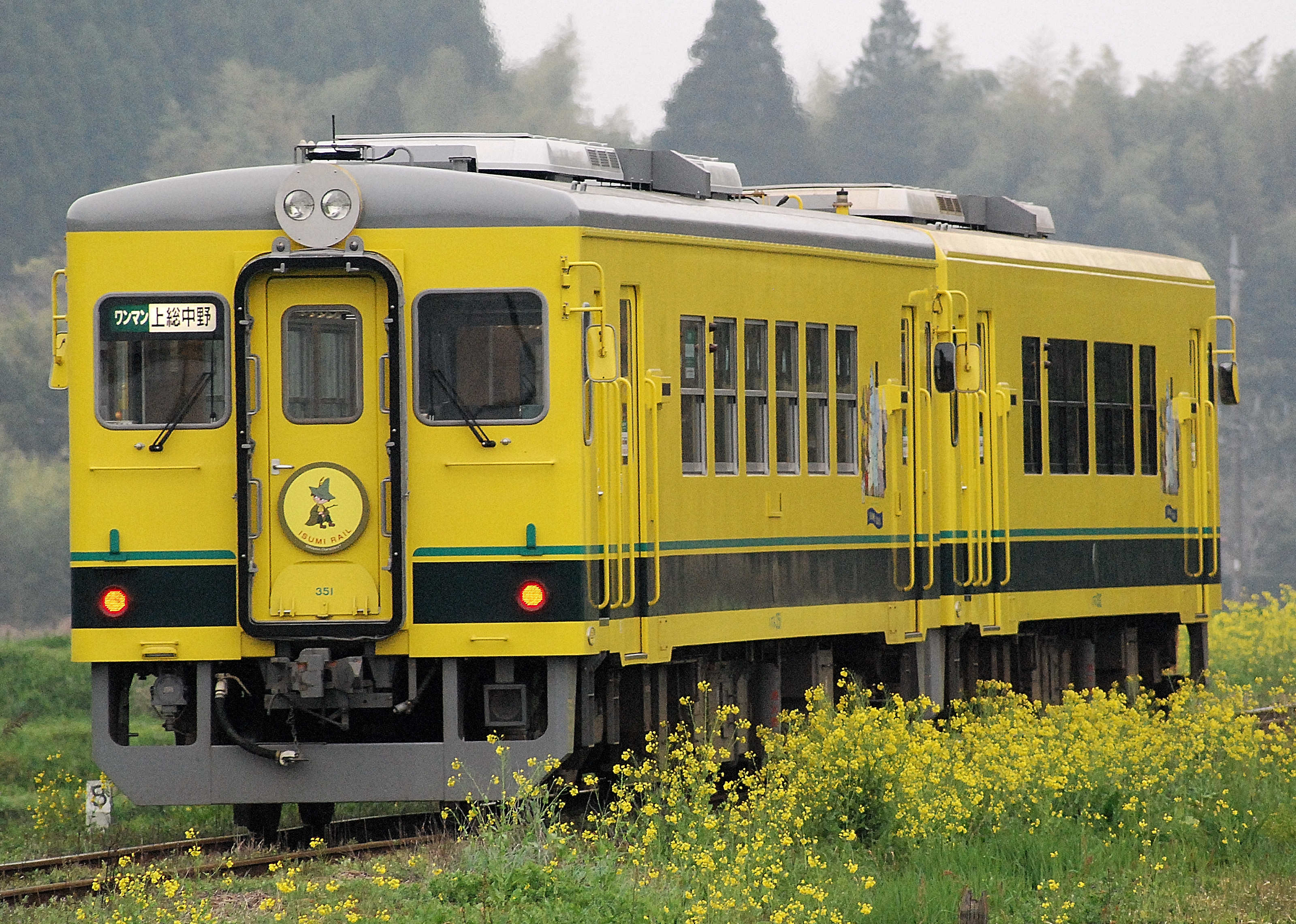
いすみ350形
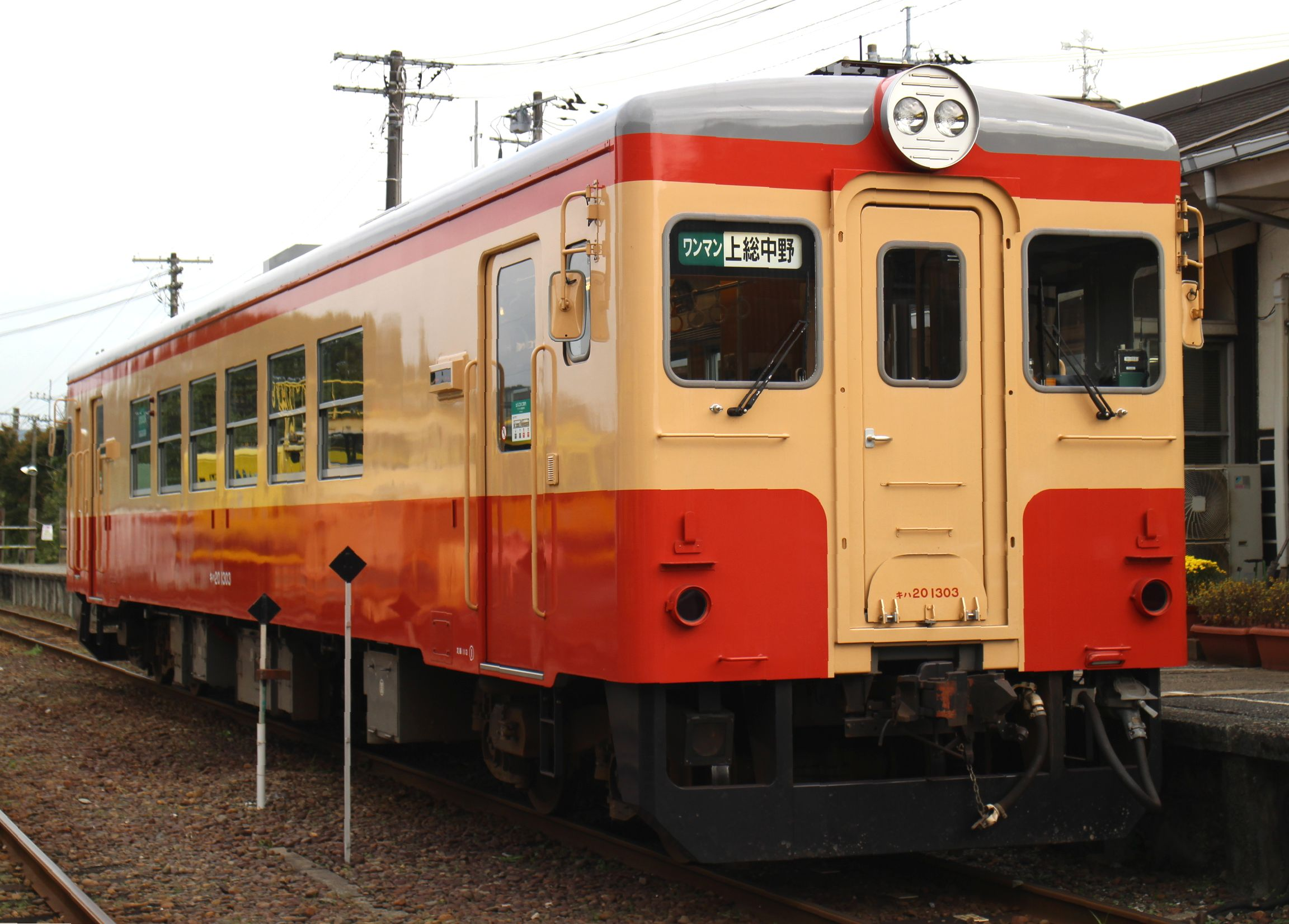
キハ20 1303（國鐵氣動車標準色）
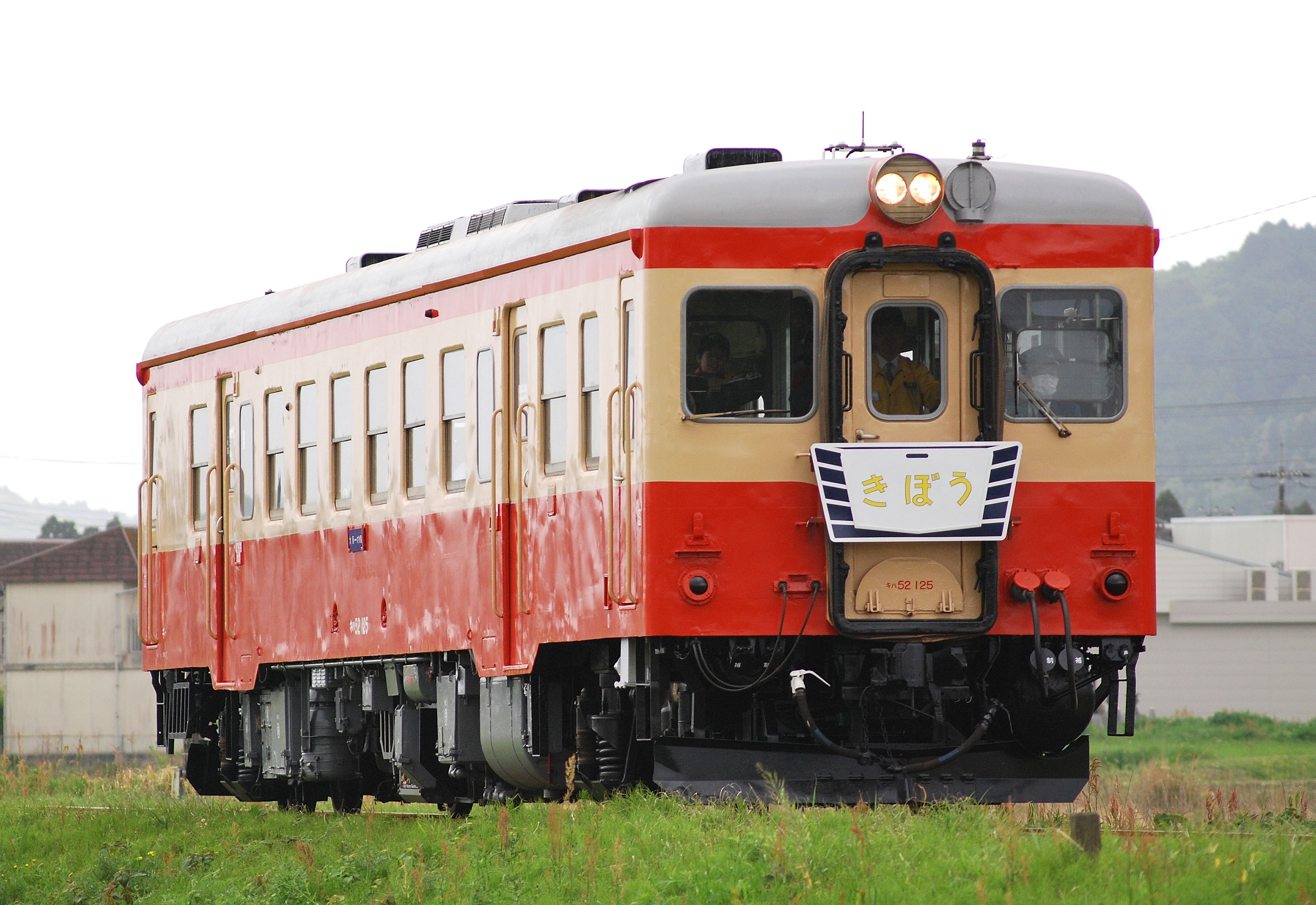
キハ52 125（國鐵氣動車標準色）
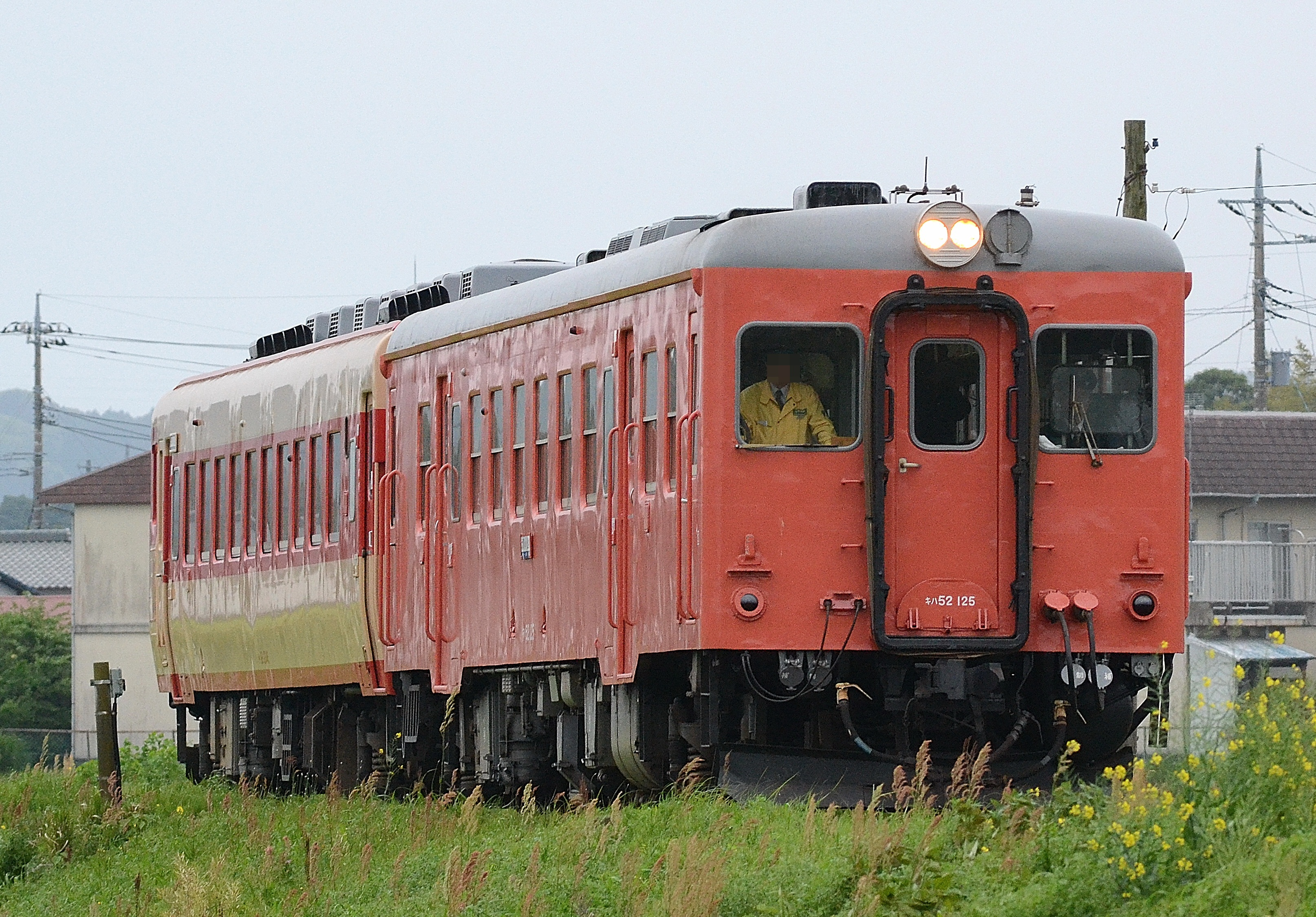
改為首都圏色的 キハ52 125
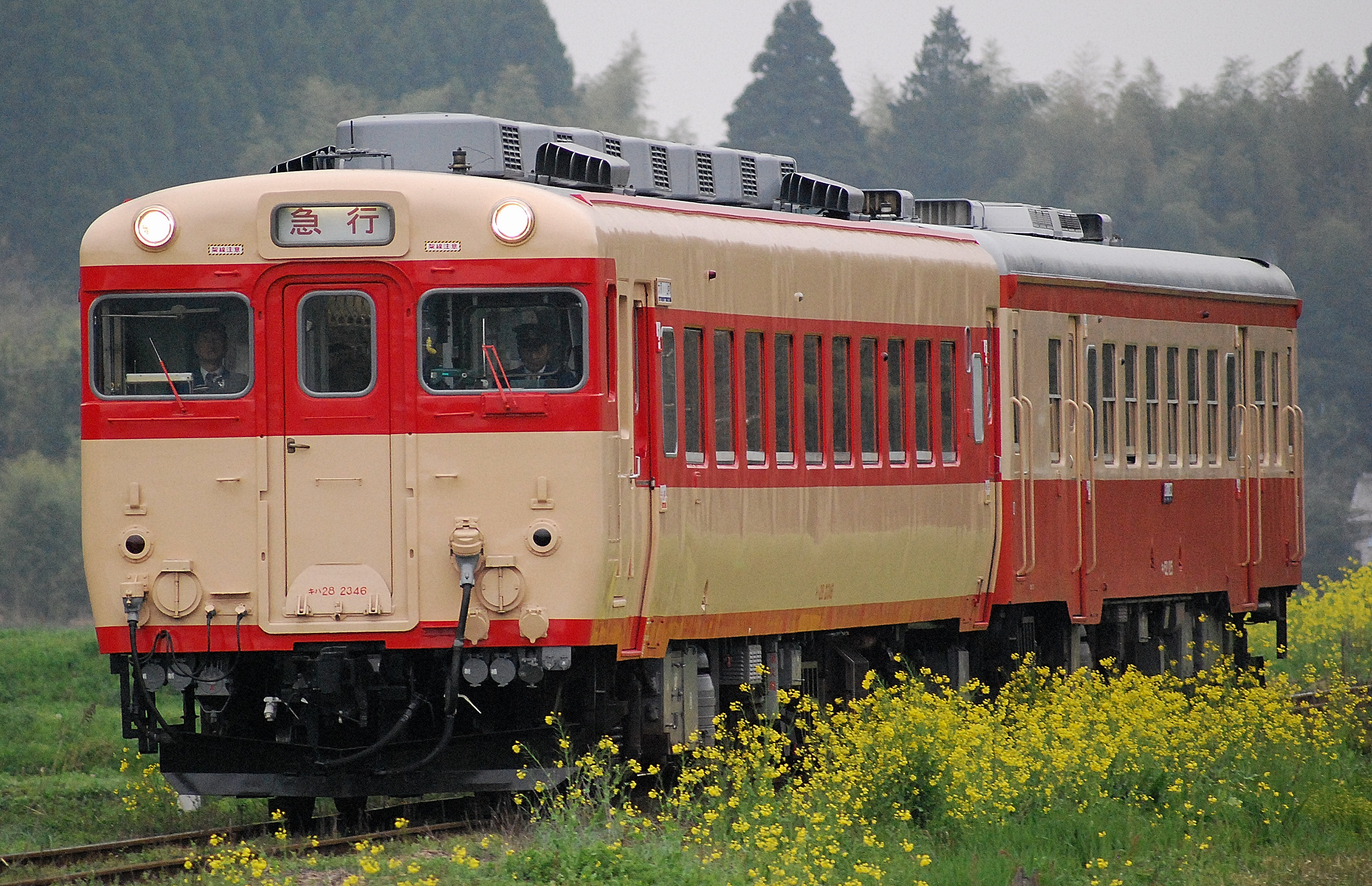
キハ28 2346
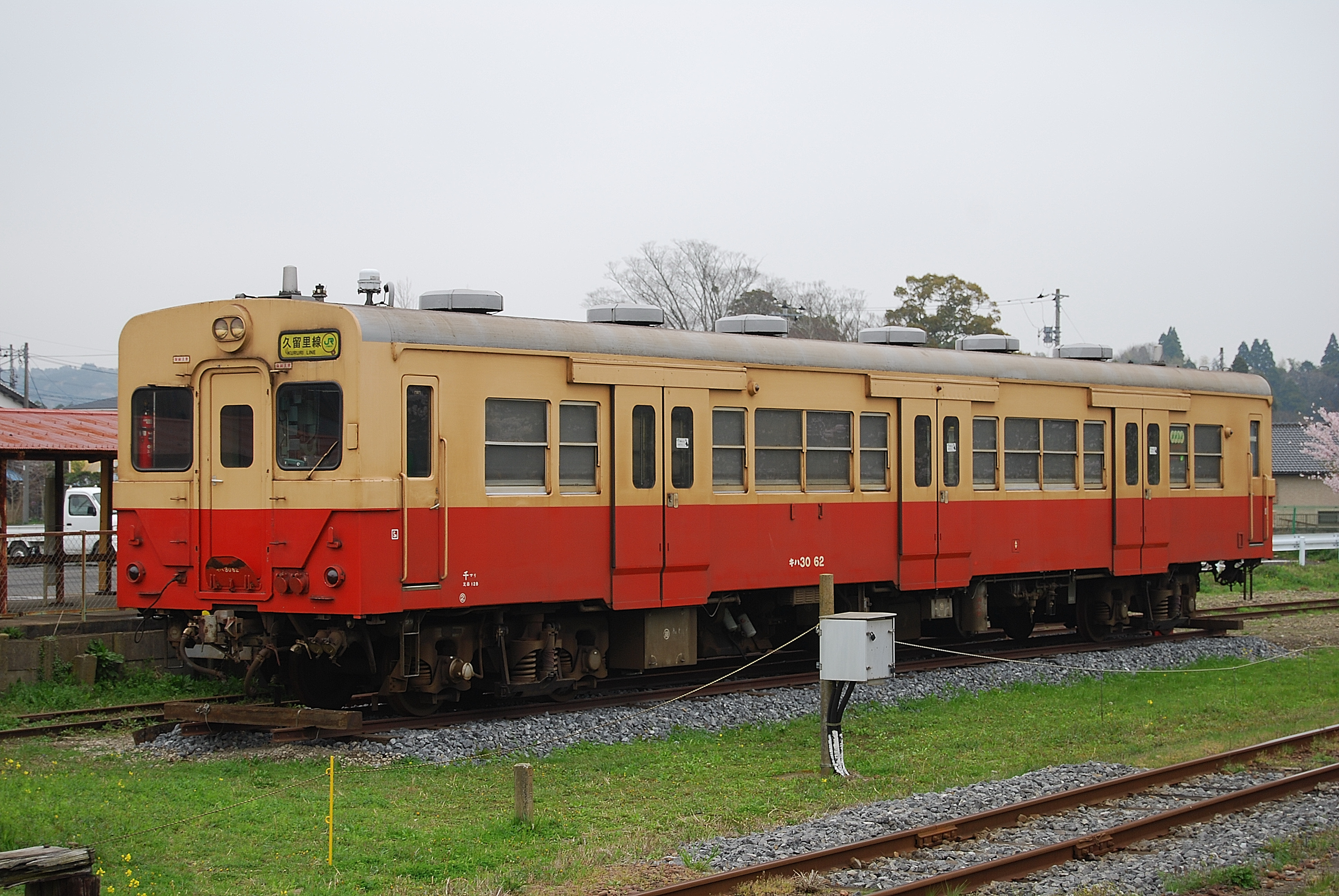
国吉站站内停留的キハ30 62

## 關連項目
- 房總魅力500選（日语：房総の魅力500選）

## 外部連結
- 夷隅鐵道網站（页面存档备份，存于）（日語）